# Ytstaskjeret
Ytstaskjeret est une île norvégienne dans le landskap Sunnhordland du comté de Vestland. Elle appartient administrativement à Øygarden.

## Géographie
Rocheuse et désertique, elle s'étend sur environ 459 m de longueur pour une largeur approximative de 57 m. 